# Peter Swan
Peter Swan (South Elmsall, 8 ottobre 1936 – 21 gennaio 2021) è stato un calciatore e allenatore di calcio inglese, di ruolo difensore.

## Carriera
Giocò nello Sheffield Wednesday per la maggior parte della sua carriera, la quale fu interrotta da uno scandalo scommesse e dalla conseguente squalifica.

## Statistiche

### Cronologia presenze e reti in nazionale
| Cronologia completa delle presenze e delle reti in nazionale ― Inghilterra | Cronologia completa delle presenze e delle reti in nazionale ― Inghilterra | Cronologia completa delle presenze e delle reti in nazionale ― Inghilterra | Cronologia completa delle presenze e delle reti in nazionale ― Inghilterra | Cronologia completa delle presenze e delle reti in nazionale ― Inghilterra | Cronologia completa delle presenze e delle reti in nazionale ― Inghilterra | Cronologia completa delle presenze e delle reti in nazionale ― Inghilterra | Cronologia completa delle presenze e delle reti in nazionale ― Inghilterra |
| Data                                                                       | Città                                                                      | In casa                                                                    | Risultato                                                                  | Ospiti                                                                     | Competizione                                                               | Reti                                                                       | Note                                                                       |
| -------------------------------------------------------------------------- | -------------------------------------------------------------------------- | -------------------------------------------------------------------------- | -------------------------------------------------------------------------- | -------------------------------------------------------------------------- | -------------------------------------------------------------------------- | -------------------------------------------------------------------------- | -------------------------------------------------------------------------- |
| 11-5-1960                                                                  | Londra                                                                     | Inghilterra                                                                | 3 – 3                                                                      | Jugoslavia                                                                 | Amichevole                                                                 | -                                                                          |                                                                            |
| 15-5-1960                                                                  | Madrid                                                                     | Spagna                                                                     | 3 – 0                                                                      | Inghilterra                                                                | Amichevole                                                                 | -                                                                          |                                                                            |
| 22-5-1960                                                                  | Budapest                                                                   | Ungheria                                                                   | 2 – 0                                                                      | Inghilterra                                                                | Amichevole                                                                 | -                                                                          |                                                                            |
| 8-10-1960                                                                  | Belfast                                                                    | Irlanda del Nord                                                           | 2 – 5                                                                      | Inghilterra                                                                | Torneo Interbritannico 1960                                                | -                                                                          |                                                                            |
| 19-10-1960                                                                 | Lussemburgo                                                                | Lussemburgo                                                                | 0 – 9                                                                      | Inghilterra                                                                | Qual. Mondiali 1962                                                        | -                                                                          |                                                                            |
| 26-10-1960                                                                 | Londra                                                                     | Inghilterra                                                                | 4 – 2                                                                      | Spagna                                                                     | Amichevole                                                                 | -                                                                          |                                                                            |
| 23-11-1960                                                                 | Londra                                                                     | Inghilterra                                                                | 5 – 1                                                                      | Galles                                                                     | Torneo Interbritannico 1960                                                | -                                                                          |                                                                            |
| 15-4-1961                                                                  | Londra                                                                     | Inghilterra                                                                | 9 – 3                                                                      | Scozia                                                                     | Torneo Interbritannico 1960                                                | -                                                                          |                                                                            |
| 10-5-1961                                                                  | Londra                                                                     | Inghilterra                                                                | 8 – 0                                                                      | Messico                                                                    | Amichevole                                                                 | -                                                                          |                                                                            |
| 21-5-1961                                                                  | Oeiras                                                                     | Portogallo                                                                 | 1 – 1                                                                      | Inghilterra                                                                | Qual. Mondiali 1962                                                        | -                                                                          |                                                                            |
| 24-5-1961                                                                  | Roma                                                                       | Italia                                                                     | 2 – 3                                                                      | Inghilterra                                                                | Amichevole                                                                 | -                                                                          |                                                                            |
| 27-5-1961                                                                  | Vienna                                                                     | Austria                                                                    | 3 – 1                                                                      | Inghilterra                                                                | Amichevole                                                                 | -                                                                          |                                                                            |
| 28-9-1961                                                                  | Londra                                                                     | Inghilterra                                                                | 4 – 1                                                                      | Lussemburgo                                                                | Qual. Mondiali 1962                                                        | -                                                                          |                                                                            |
| 14-10-1961                                                                 | Cardiff                                                                    | Galles                                                                     | 1 – 1                                                                      | Inghilterra                                                                | Torneo Interbritannico 1961                                                | -                                                                          |                                                                            |
| 25-10-1961                                                                 | Londra                                                                     | Inghilterra                                                                | 2 – 0                                                                      | Portogallo                                                                 | Qual. Mondiali 1962                                                        | -                                                                          |                                                                            |
| 22-11-1961                                                                 | Londra                                                                     | Inghilterra                                                                | 1 – 1                                                                      | Irlanda del Nord                                                           | Torneo Interbritannico 1961                                                | -                                                                          |                                                                            |
| 4-4-1962                                                                   | Londra                                                                     | Inghilterra                                                                | 3 – 1                                                                      | Austria                                                                    | Amichevole                                                                 | -                                                                          |                                                                            |
| 14-4-1962                                                                  | Glasgow                                                                    | Scozia                                                                     | 2 – 0                                                                      | Inghilterra                                                                | Torneo Interbritannico 1961                                                | -                                                                          |                                                                            |
| 9-5-1962                                                                   | Londra                                                                     | Inghilterra                                                                | 3 – 1                                                                      | Svizzera                                                                   | Amichevole                                                                 | -                                                                          |                                                                            |
| Totale                                                                     |                                                                            | Presenze                                                                   | 19                                                                         |                                                                            | Reti                                                                       | 0                                                                          |                                                                            |

## Palmarès

### Giocatore

#### Competizioni nazionali
- Second Division: 1

Sheffield Wednesday: 1958-1959